# إليزابيث بيندر
إليزابيث بيندر (بالألمانية: Elisabeth Binder)‏ هي طبيبة نفسية نمساوية، ولدت في 1971 في فيينا في النمسا.